# Lufa válcovitá

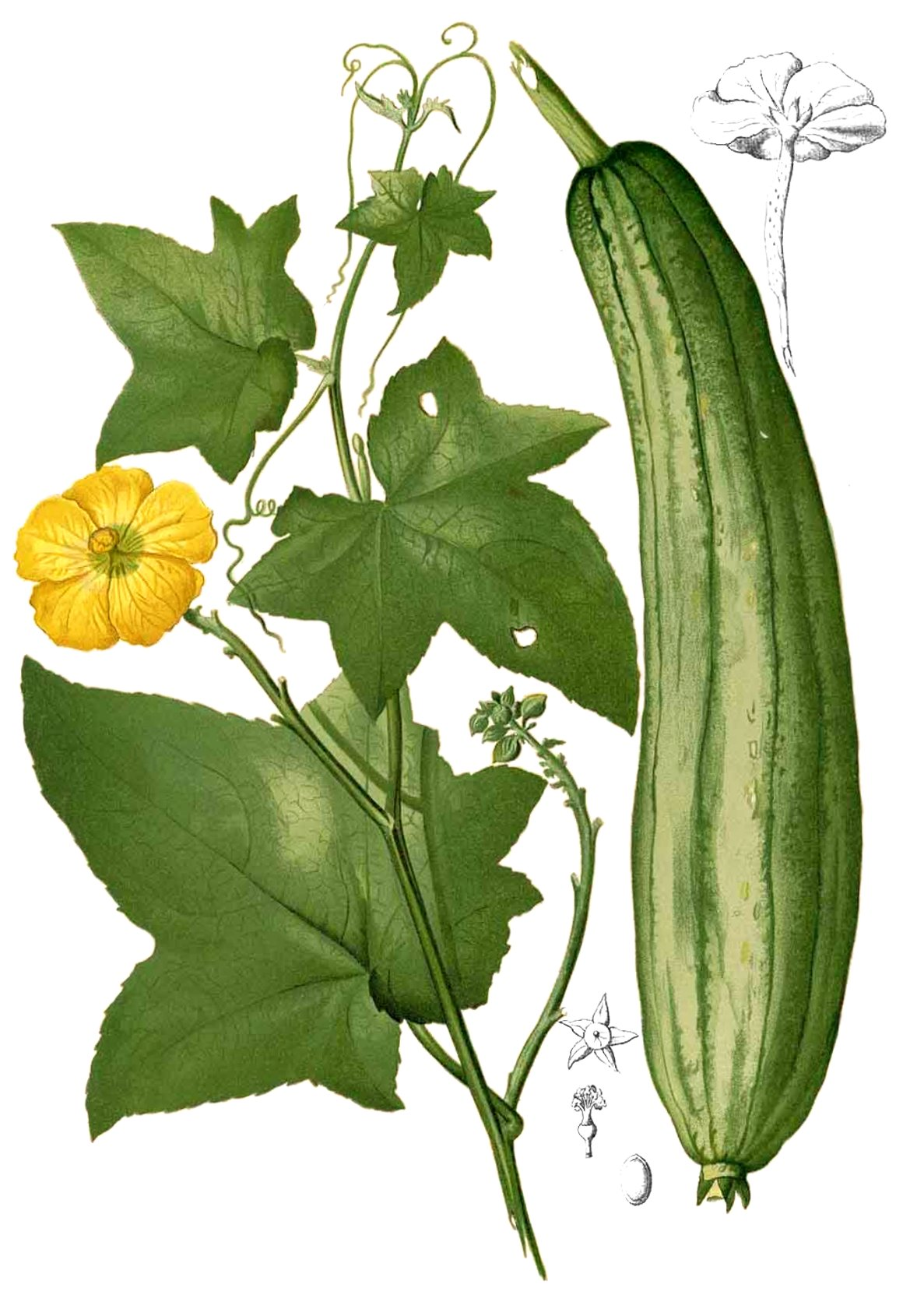
Zobrazení lufy válcovité

Lufa válcovitá (Luffa cylindrica) je teplomilná, jednoletá, popínavá rostlina pěstovaná pro válcovité plody. Ty se buďto ještě nezralé konzumují, nebo se po dozrání využívá vysušené dužiny tvořené síťovinou cévních svazků.

## Výskyt
Je široce rozšířena v tropech a subtropech, kde již od pradávna slouží jako užitková rostlina. Lze stěží určit, zda pochází původně z Afriky či Asie. Roste sice planě na několika místech v západoafrické přírodě, ale bývá to přičítáno dávnému úniku z vědomého pěstování. O něco později se dostala do Austrálie a na některé ostrovy v Pacifiku. V novověku byla přivezena do Ameriky.

## Ekologie
Lufě válcovité se nejlépe daří v tropických oblastech, na plném slunci i v polostínu, nesnáší chlad pod +10 °C. Občas z roznesených semen samovolně vyrůstá v zahradách okolo domů i v řídkých lesích nebo křovinách buše, obvykle do nadmořské výšky 1500 m. Může růst jako plazivka po zemi nebo popínavka po konstrukci také v teplých oblastech Střední Evropy, kde je ovšem vhodné vysazovat předpěstovanou sadbu na venkovní stanoviště až koncem května. Pro úspěšný růst je nutná hluboká písčitá půda průměrně vlhká a s dostatečným obsahem živin. Nadměrné srážky a velká vlhkost vzduchu během kvetení nepříznivě ovlivňují výnosy.

## Popis
Jednoletá bylina s pětihrannou lodyhou dlouhou až 15 metrů. Lysá nebo jemně chlupatá lodyha, 2 až 5 mm tlustá, je porostlá jednoduchými, tmavě zelenými, střídavými listy bez palistů, s řapíky až 15 cm dlouhými a víceramennými, mohutnými úponky. Listové čepele jsou v obrysu vejčité, bývají velké 25 × 27 cm a mají tři až sedm trojúhelníkovitých nebo vejčitých laloků, na bázi jsou srdčité, na konci špičaté a po obvodě celistvé či mělce zubaté a drsné.
Jednopohlavné, pětičetné, na stopkách rostoucí žluté květy mívají v průměru 5 až 10 cm. Samčí květy vytvářejí 5 až 20květá úžlabní hroznovitá květenství dlouhá 15 až 35 cm, samičí vyrůstají jednotlivě na stopkách ze stejných úžlabí. U všech květů jsou korunní lístky volné, rozložené, sytě žluté, široce vejčité, celokrajné, až 4,5 cm dlouhé a 2 cm široké; menší kališní lístky tvoří krátkou trubku, jsou vejčité nebo kopinaté a jemně chlupaté.
Samčí květy na krátkých stopkách s listenci mají tři nebo pět volných tyčinek se širokými, bílými nitkami. Samičí květy na dlouhých stopkách mají spodní, jemně chlupatý, úzce válcovitý semeník se dvou až třílaločnou bliznou. Květy se otvírá brzy ráno, jsou opylovány hmyzem, pyl může být i z téže rostliny. Kvetou od dubna, plody dozrávají na podzim. Ploidie druhu je 2n = 26.
Plod je zelená, hladká, válcovitá nebo elipsoidní, rovná nebo mírně zakřivená bobule, která bývá obvykle 30 až 60 cm dlouhá a 6 až 10 cm široká, někdy je tmavě pruhovaná a mívá stopku asi 1 až 6 cm dlouhou. Obsahuje četná tmavá, matná, elipticky vejčitá, plochá semena až 15 mm dlouhá a 10 mm široká s úzkými blanitými křídly. Ve zralosti se víčko plodu otevře a uvolní se semena, která na krátké vzdálenosti roznese vítr.

## Rozmnožování
Rostlina se může rozmnožovat pouze semeny, hmotnost tisíce semen je 70 až 100 gramů. Semena nejlépe klíčí při teplotě 20 až 30 °C, obvykle se vysazují semena z předchozí úrody, sejí se na vzdálenost asi 1 m od sebe. Při pěstování na plantážích se používá mřížovitá konstrukce umožňující přichycení lodyhy, postranní větve se odřezávají a na rostlině se, v závislosti na hustotě výsadby, neponechává více než 20 plodů. V Japonsku se z jednoho hektaru sklidí asi 60 000 plodů.
Byly vypěstovány kultivary určené jak k jídlu, tak k průmyslovému použití. Jsou šlechtěny hlavně na kompaktnost a délku vláken a průměr jejich pramenů, jsou využívány i mezidruhové hybridy.

## Sklizeň
Plody určené k jídlu se sklízí za dva měsíce po vyklíčení, jsou určené pro rychlou spotřebu a nelze je dlouho skladovat, starší plody se stávají hořkými. Naopak plody, které mají být použity pro vlákna, se sklízejí za čtyři až šest měsíců, až začínají žloutnout, těch se na rostlině ponechává do deseti. Po utržení se plody máčejí ve vodě a promývají k odstranění slupky a semen, zbylý vláknitý endokarp se suší a bělí na slunci nebo v chlornanu sodném.

## Význam
Po vyzrání plodů se z nich odstraní slupka, zbytek dužiny i semen a získá se váleček jemných, houževnatých vláken používaných mnoha způsoby. Nejznámější je jejich použití jako houba na mytí těla, kuchyňského nádobí, porcelánu, skla i jako kosmetické houbičky, jsou jemné, neškrábou, snášejí mechanické namáhání a jsou netoxické. Vlákna bývají dále používána pro výrobu klobouků, rukavic, sandálů, vložek do bot, jímačů potu (potní vložky do šatů v podpaží, návleky k otírání potů z tváře), stolních rohoží a rohoží do koupelen nebo jako náhrada dveří pro přepažení místností. Mají dobré zvukově izolační vlastnosti a dávají se do přileb vojáků v obrněných vozidlech. Filtruje se přes ně motorový olej, palmové víno nebo znečištěná voda. Pro schopnost absorbovat velké množství vody se používají jako biologické adsorbenty těžkých kovů z odpadních vod a pod.
Mladé plody se ještě před dozráním konzumují čerstvé nebo vařené jako zelenina. Byly vypěstované kultivary, které jsou výhradně jedlé. Připravují se smažené s jiným ovocem nebo se nakrájí na plátky, usuší a konzumují se později. Jako zelenina jsou využívány i mladé listy. Pražená semena jsou jedlá a obsahují hodně oleje (až 35 %), který se také používá k výrobě mýdla.
Listy působí antibakteriálně, hlavně proti Bacillus subtilis, Escherichia coli, Salmonella typhi, Staphylococcus aureus a společně s olejem ze semen se používají na špatně se hojící rány a k léčbě kožních neduhů. Vymačkaná šťáva z plodů je silné projímadlo, čerstvá semena slouží jako dávidlo.

## Možnost záměny
Lufa válcovitá se podobá příbuznému druhu lufě ostrohranné (Luffa acutangula), která má sice plody chutnější, ale vlákna méně kvalitní. Vizuální rozdílnost spočívá ve tvaru plodů, lufa válcovitá má plody hladké, kdežto lufa ostrohranná je má výrazně podélně rýhované.

## Galerie

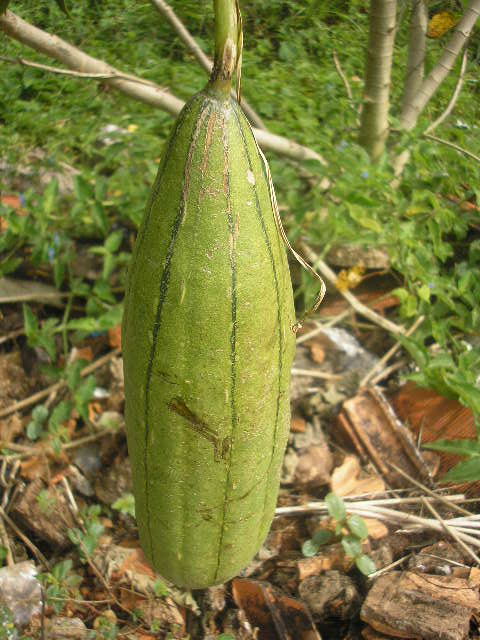
Zralý plod
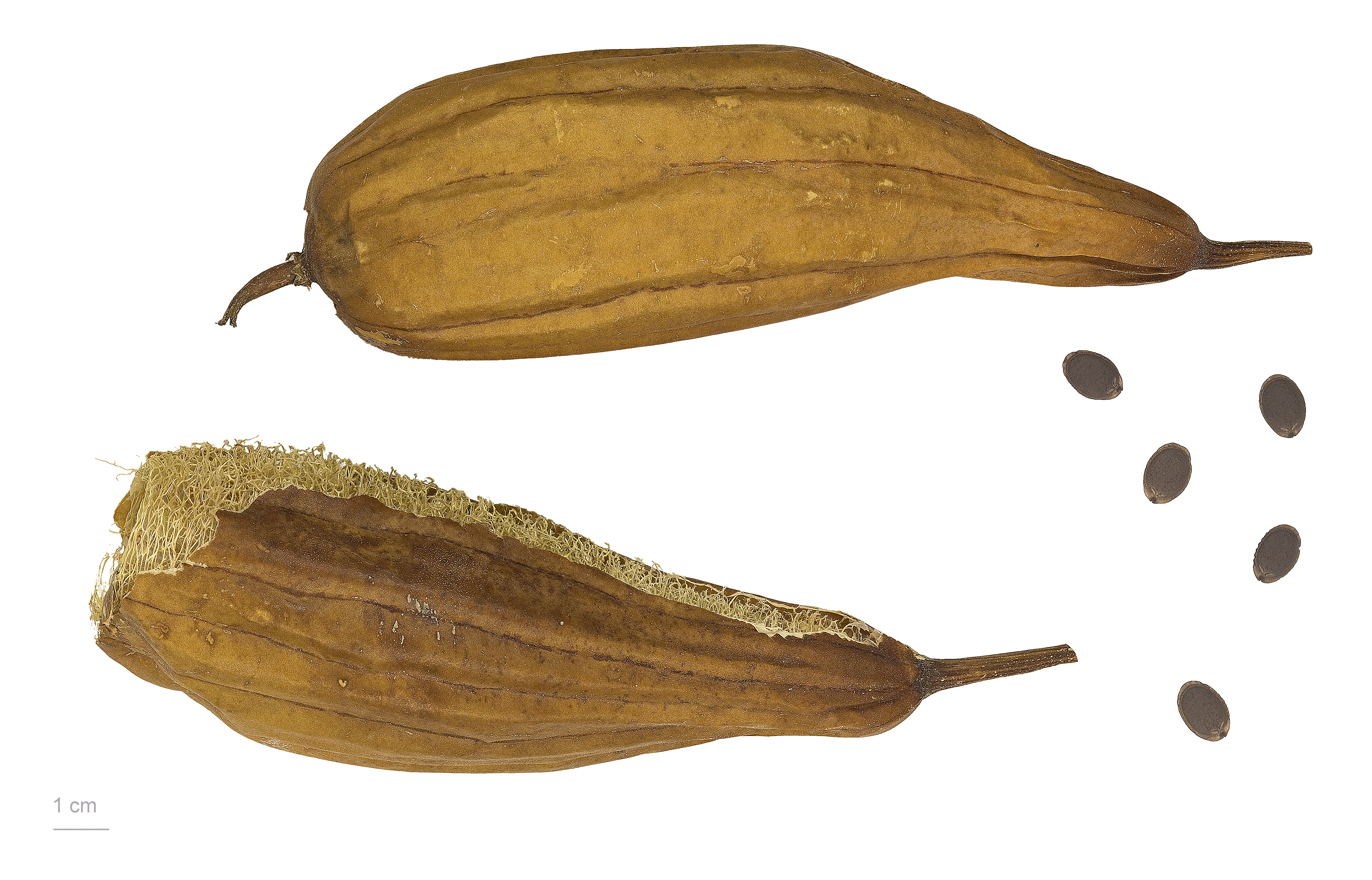
Plod s vlákny
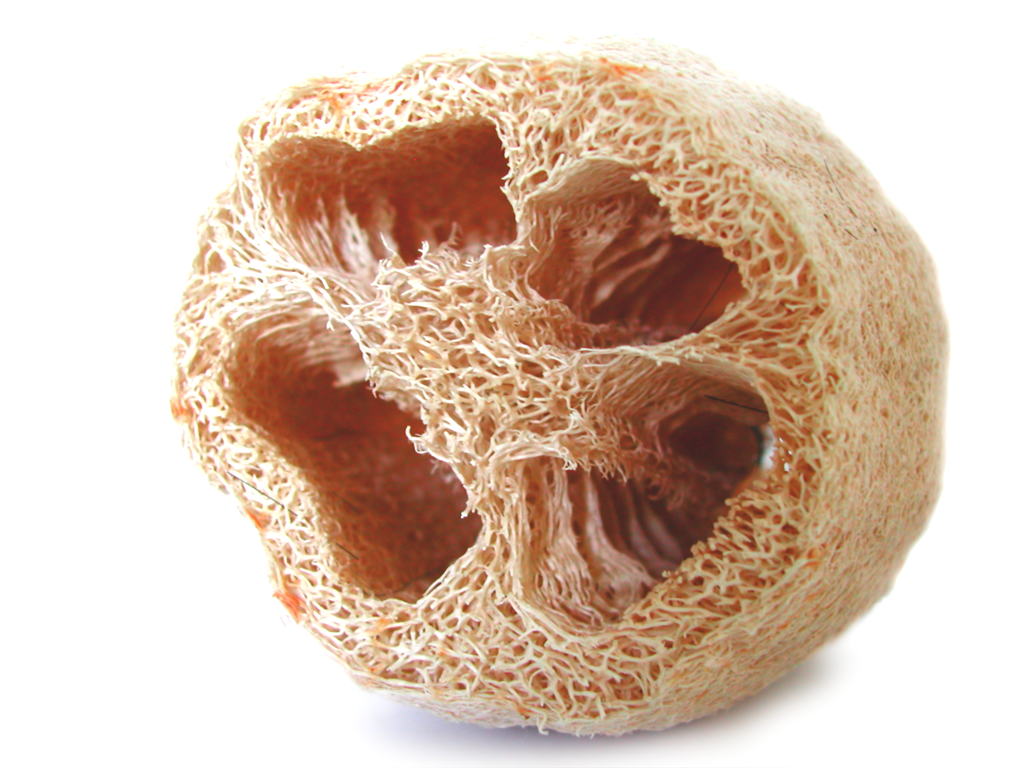
Řez zralým plodem
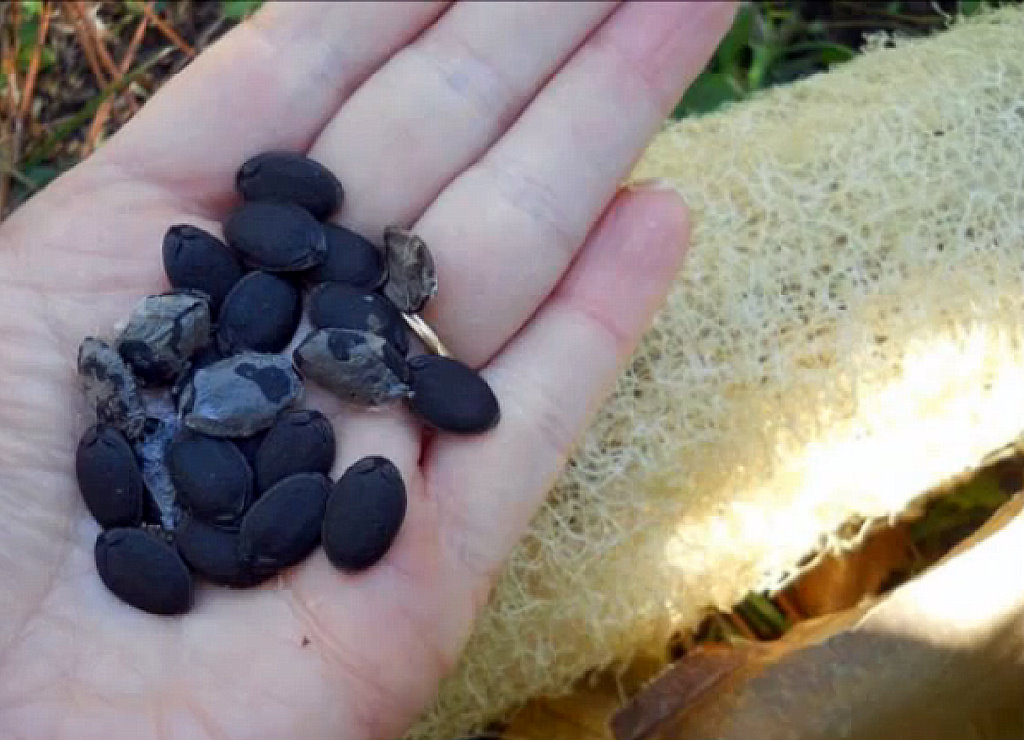
Semena